# Fortinos
Fortinos es una cadena canadiense de supermercados. La primera tienda fue fundada en Hamilton, Ontario. Ahora hay 23 tiendas operando en el oeste de el área de Gran Toronto y Hamilton. Desde 1988, la cadena es propiedad de Loblaw Companies Limited.

## Historia
En 1961, John Fortino, un inmigrante de Cosenza, Italia, abrió su primera tienda, Fortinos en la ciudad de Hamilton, Ontario. En las etapas iniciales, Fortino trabajaba también para la compañía de acero, Stelco. En 1972, John, con la ayuda de siete socios, abrió una segunda tienda en Hamilton Mountain. Debido al creciente éxito que esas dos ubicaciones tenían, se abrieron tiendas posteriores en Hamilton,Burlington y Brampton.